# HD53811
HD53811 — хімічно пекулярна зоря спектрального класу A3, що має видиму зоряну величину в смузі V приблизно  4,9.
Вона  розташована на відстані близько 192,1 світлових років від Сонця.